# Anne-Marie (cantante)
Anne-Marie, pseudonimo di Anne-Marie Rose Nicholson (East Tilbury, 7 aprile 1990), è una cantante e compositrice britannica.
Si è imposta all'attenzione internazionale dal 2015 pubblicando l'EP "Karate", poi l'album in studio di debutto Speak Your Mind (2018), seguito da Therapy (2021) e Unhealthy (2024), promossi dai singoli di successo Alarm, 2002 e Unhealthy. Negli anni ha collaborato con numerosi artisti, tra cui nei brani Rockabye con Clean Bandit, Don't Leave Me Alone con David Guetta, Friends con Marshmello, Kiss My (Uh-Oh) con le Little Mix e nella collaborazione Baby Don't Hurt Me, ricevendo la prima candidatura ai Grammy Award alla miglior registrazione pop dance.

## Biografia

### Infanzia ed esordi
Nata a East Tilbury il 7 aprile 1990 da padre di origini irlandesi e madre britannica, da bambina ha preso parte a due produzioni organizzate dal noto Teatro del West End a Londra: I miserabili all'età di sei anni e Whistle Down the Wind da dodicenne, affiancando una giovane Jessie J.
Ha praticato lo Shotokan dall'età di nove anni, vincendo il doppio oro nel Campionato mondiale di associazione al karate Funakoshi Shotokan nel 2002, oro e argento nei Campionati mondiali di karate Funakoshi Shotokan nel 2007 e oro nel Regno Unito. Ha anche frequentato il Palmer's College a Thurrock, nell'Essex.
Nel 2013 pubblica una demo per l'etichetta Rocket Records intitolato Summer Girl. La sua carriera da solista è stata ridotta per consentirle di svilupparsi come artista; nel frattempo, è stata ospite di brani di Magnetic Man, Gorgon City e Raized by Wolves, dopo aver attirato l'attenzione dei Rudimental, con cui ha partecipato in quattro brani dell'album We the Generation. Ha trascorso due anni in tour al loro fianco.

### KarateeSpeak Your Mind

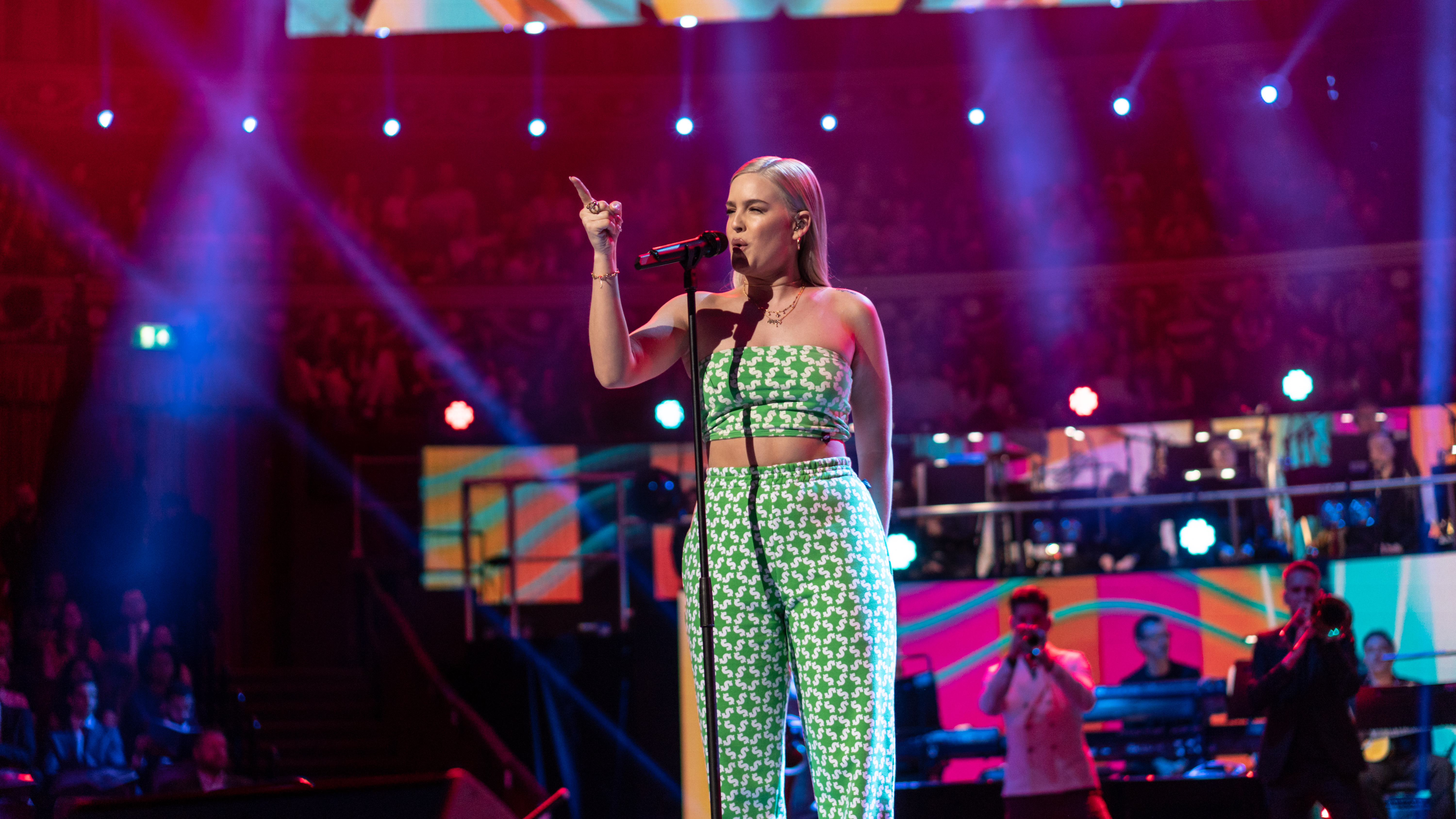
Anne-Marie nel 2018 alla festa del 92º compleanno della regina Elisabetta

Il 10 luglio pubblica l'EP Karate, anticipato dai singoli Karate e Gemini. Nel novembre 2015 ha pubblicato Do It Right, che ha raggiunto la posizione 90 nella Official Singles Chart. Successivamente annuncia che avrebbe pubblicato l'album di debutto intitolato Breathing Fire. Il 20 maggio 2016, pubblica un nuovo singolo, Alarm. Nel mese di ottobre del 2016 viene annunciato che la cantante avrebbe cantato alla trentunesima edizione del Eurosonic Noorderslag a Groninga, nei Paesi Bassi. Sempre lo stesso mese, collabora insieme a Sean Paul con i Clean Bandit per il singolo di successo Rockabye.
Nel febbraio 2017 pubblica il singolo Ciao adios, accompagnato anche dal relativo videoclip ufficiale. Il brano, già presentato durante un'esibizione dal vivo il 28 novembre dell'anno precedente, ha avuto un buon successo in Regno Unito, dove si è collocato al decimo posto delle graduatorie. Il 7 dello stesso mese partecipa al Festival di Sanremo come ospite insieme ai Clean Bandit. Nello stesso anno, viene inoltre selezionata per aprire il tour mondiale di Ed Sheeran a partire dalle due date italiane al PalaAlpitour di Torino.
Il 21 febbraio 2018, la cantante annuncia l'uscita dell'album di debutto, Speak Your Mind, previsto per il 27 aprile 2018. L'album è stato anticipato dai singoli Heavy e Then, pubblicati rispettivamente il 22 settembre 2017 e il 15 dicembre 2017. Il singolo successivo, 2002, è co-scritto da Ed Sheeran; il brano diviene il più grande successo dell'artista da solista e sale fino alla numero 3 nella classifica britannica. Nel mese di marzo 2018 è partito un tour europeo per promuovere l'album. Nello stesso periodo, Anne-Marie ottiene dei nuovi successi internazionali collaborando con DJ come David Guetta (Don't Leave Me Alone) e Marshmello (Friends), e duetta con James Arthur in una cover di Rewrite The Stars, brano originariamente interpretato da Zendaya e Zac Efron per la colonna sonora di The Greatest Showman. La cantante promuove infine l'album con lo Speak Your Mind Tour, che è durato fino al 2019.

### Therapy
Nel 2019, Anne-Marie collabora con il cantante Lauv nel brano Fuck I'm Lonely, che viene poi inserito nell'album di debutto di quest'ultimo, How I'm Felling, uscito nel 2020. La cantante conferma inoltre di essere al lavoro sul suo secondo album, annunciando di aver lavorato nuovamente con Ed Sheeran per il progetto. Nel corso del 2020, Anne-Marie pubblica i singoli Birthday e To Be Young, quest'ultimo in collaborazione con la rapper Doja Cat. I brani non ottengono tuttavia il successo delle sue hit precedenti. Il 12 novembre 2020 pubblica il singolo promozionale Problems e il documentario How To Be Anne-Marie, quest'ultimo come esclusiva della piattaforma YouTube.
A inizio 2021 l'artista prende parte a The Voice UK in qualità di coach, per poi pubblicare il singolo Don't Play in collaborazione con Digital Farm Animals e KSI. Tale brano esordisce direttamente alla numero due nella classifica singoli britannica. Il 13 maggio 2021 annuncia l'uscita del singolo Our Song in collaborazione con Niall Horan, avvenuta il 21 maggio seguente; nello stesso giorno viene anche confermata la pubblicazione del suo secondo album intitolato Therapy, avvenuta il 23 luglio 2021. Il quarto estratto Kiss My (Uh-Oh), in collaborazione con le Little Mix, viene pubblicato come singolo radiofonico lo stesso giorno della messa in commercio del disco di provenienza.

### Unhealthy
Nel 2022 collabora con il cantante indiano Diljit Dosanjh e con il gruppo coreano Seventeen, rispettivamente ai brani Peaches e una reinterpretazione del brano World. Nello stesso anno pubblica il singolo Psycho con il rapper connazionale Aitch, raggiungendo la quinta posizione della classifica dei singoli britannica e venendo certificato disco di platino in patria. Il brano, insieme ai successori del 2023 Sad Bitch e Unhealthy, serve ad anticipare il terzo album di inediti di Anne-Marie, anch'esso intitolato Unhealthy.
Sempre nel 2023 collabora con David Guetta e Coi Leray in Baby Don't Hurt Me, il quale riceve una candidatura ai Grammy Award alla miglior registrazione pop dance, divenendo la prima candidatura dell'artista nella premiazione.

## Discografia
- 2018 – Speak Your Mind
- 2021 – Therapy
- 2023 – Unhealthy

## Tournée

### Artista principale
- 2018/19 – Speak Your Mind Tour
- 2022 – Dysfunctional Tour
- 2023 – The Unhealthy Club Tour

### Artista d'apertura
- 2017/18 – ÷ Tour (date europee e nordamericane)

## Programmi televisivi
- The Voice UK – programma TV, coach (2021)

## Riconoscimenti
| Anno | Premio                        | Nomination | Categoria                        | Risultato       | Note          |
| ---- | ----------------------------- | ---------- | -------------------------------- | --------------- | ------------- |
| 2016 | MTV Europe Music Awards 2016  | Se stessa  | Best Push                        | Candidato/a     | [ 36 ]        |
| 2016 | MOBO Awards 2016              | Se stessa  | Best Newcomer                    | Candidato/a     | [ 37 ]        |
| 2017 | BRIT Awards 2017              | Se stessa  | Critic's Choice Award            | Candidato/a     | [ 38 ] [ 39 ] |
| 2017 | BRIT Awards 2017              | Se stessa  | British Breakthrough Act         | Candidato/a     | [ 38 ] [ 39 ] |
| 2017 | BRIT Awards 2017              | Rockabye   | British Single of the Year       | Candidato/a     | [ 38 ] [ 39 ] |
| 2017 | BRIT Awards 2017              | Rockabye   | British Video of the Year        | Candidato/a     | [ 38 ] [ 39 ] |
| 2017 | Teen Choice Awards 2017       | Rockabye   | Best Dance/Electronic Song       | Candidato/a     | [ 40 ] [ 41 ] |
| 2017 | LOS40 Music Awards            | Rockabye   | International Song of the Year   | Candidato/a     |               |
| 2017 | MTV Europe Music Awards 2017  | Rockabye   | Best Song                        | Candidato/a     | [ 42 ]        |
| 2018 | Brit Awards 2018              | Ciao adios | British Artist Video of the Year | Candidato/a     | [ 43 ]        |
| 2018 | iHeartRadio Music Awards 2018 | Rockabye   | Dance Song of the Year           | Candidato/a     | [ 44 ]        |
| 2018 | WDM Radio Awards 2018         | Rockabye   | Best Global Track                | Vincitore/trice | [ 45 ]        |
| 2018 | WDM Radio Awards 2018         | Se stessa  | Best Electronic Vocalist         | Candidato/a     | [ 45 ]        |
| 2018 | Billboard Music Award 2018    | Rockabye   | Top Dance/Electronic Song        | Candidato/a     | [ 46 ]        |